# Louis Charles Dupain de Montesson
Louis Charles Dupain de Montesson (ca. 1720-ca.1790) fue un ingeniero, militar y escritor de Francia.
La Grive ha imprimido, en 1754, en su "Manual de trigonometría", tablas de reducciones, cómodas para esta clase de operaciones. M. Dupain de Montesson da unas tablas parecidas en su "Nouveau traité, ou suplément de trigonométrie", 1773, en 8.º (cita sacada de la obra "Astronomie par Jerome Le Français (La Lande)", París: La Veue Desaint, 1792).
La Grive ha imprimido, en 1754, en su "Manual de trigonometría", tablas de reducciones, cómodas para esta clase de operaciones. M. Dupain de Montesson da unas tablas parecidas en su "Nouveau traité, ou suplément de trigonométrie", 1773, en 8.º (cita sacada de la obra "Astronomie par Jerome Le Français (La Lande)", París: La Veue Desaint, 1792).

## Biografía
Louis Charles nació de familia distinguida de Francia y abrazó la carrera de las armas, entrando en el regimiento de Piamonte, en infantería, alcanzando el grado de capitán.
Reformado en 1758, fue admitido en el cuerpo de ingenieros-geógrafos, y no tardó dar pruebas de su capacidad y talentos, distinguiéndose por sus conocimientos en diversas áreas de las matemáticas.
Louis Charles fue elegido para enseñar al duque de Berri, posteriormente Luis XVI de Francia, la elaboración de planos y este le asignó por su buena instrucción una pensión.
Como escritor militar dejó obras de topografía, arquitectura, conocimientos de geometría para los oficiales, vocabulario de guerra, ect, y su hermano Jean Louis Dupain-Triel (1722-1805), poeta y matemático, quien entró en el mismo cuerpo de ingenieros que Louis Charles, realizó los grabados en seis planchas en su obra "Las diversiones militares", y Dupain-Triel durante 15 años escribió un atlas mineralógico, ayudante de Antonio Lavoisier por su entendimiento, con una recompensa nacional de 6.000 francos.
Por otra parte, J.J. Veskoven, licenciado de la universidad imperial, profesor de análisis en la Escuela Militar Especial de Caballería, en Saint-Germain-en-Laye, realizó una nueva edición en 1804, renovada y corregida, a la obra escrita por Louis Charles "Del arte de levantar planos: aplicada cuanto tiene relación con la guerra, la navegación y la arquitectura civil y rural".

## Obras
- Tableau geographique de la navigation....
- Essai de une table poleometrique, París, 1782, en 4.º.
- Recherches geographiques..., París, 1791.
- La Géographie perfectionnee.., París, 1804.
- L'homme de guerre, París, 1792, en 8.º.
- La science des ombres, 1760, en 8.º; 1786.
- L'art de lever plans,....., París, 1775, en 8.º; 1792.
- Les amusements militaires:...., París, 1757.
- Vocabulaire de guerre, París, 1783, 2 vols.
- La science de l'arpenteur, París, 1766.
- Nouveau traité, ou supplément théorqie et pratique de trigonométrie rectiligne, París, 1773, en 8.º.
- Les connoissances géométriques..., París, 1774, en 8.º.
- Réflexions sur l'improvisation:..., París, 1829.
- Construction de la fortification regulire et irreguliere, París: Mesnier, 1742.
- Pratique du dessin de l'architecture bourgeoise, París, 1789, en 8.º.
- Otras